# 五代十國行政區劃

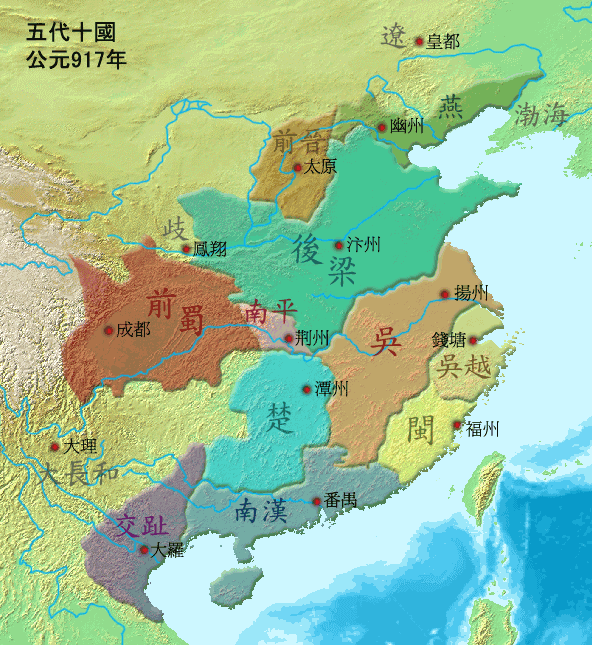
五代十国（917年）之後梁版圖

五代十国时代各自为政，但各国都仿照唐朝制度，在自己的国境内建立了各府州等。行政區劃基本上為四級制，為道—節度使—府（州）—縣制，由於道已為虛設，實際上仍是三級制。

## 版图

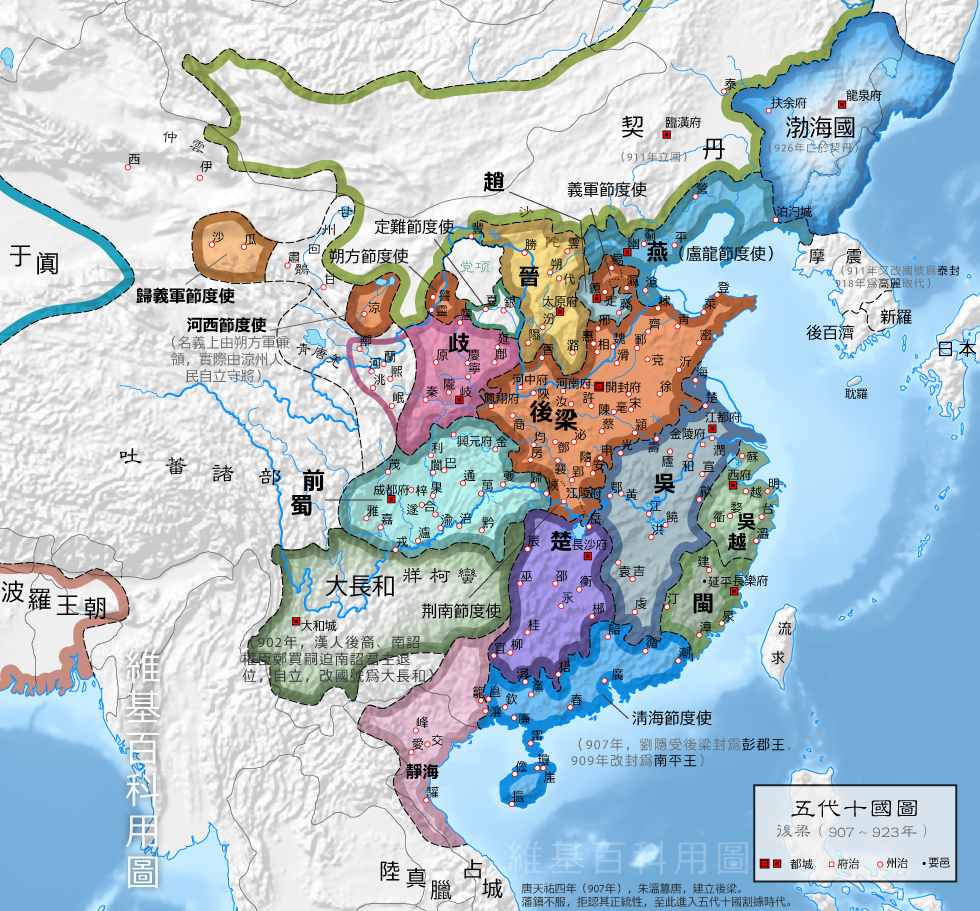
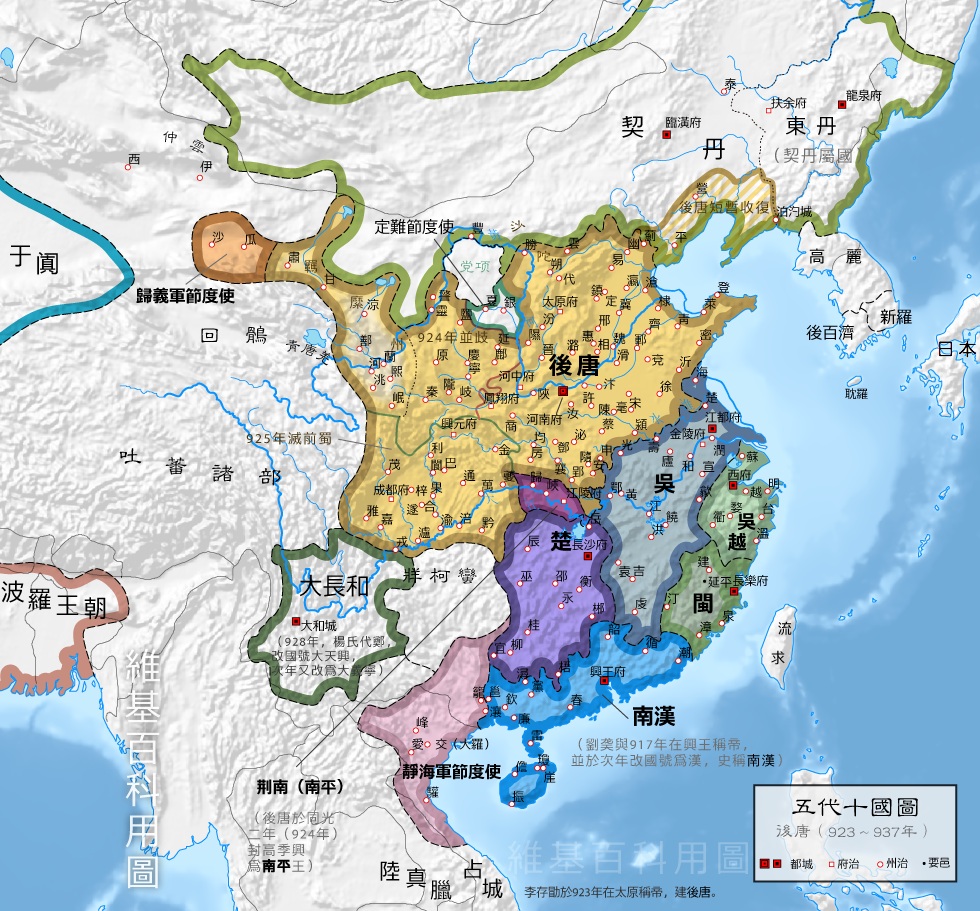
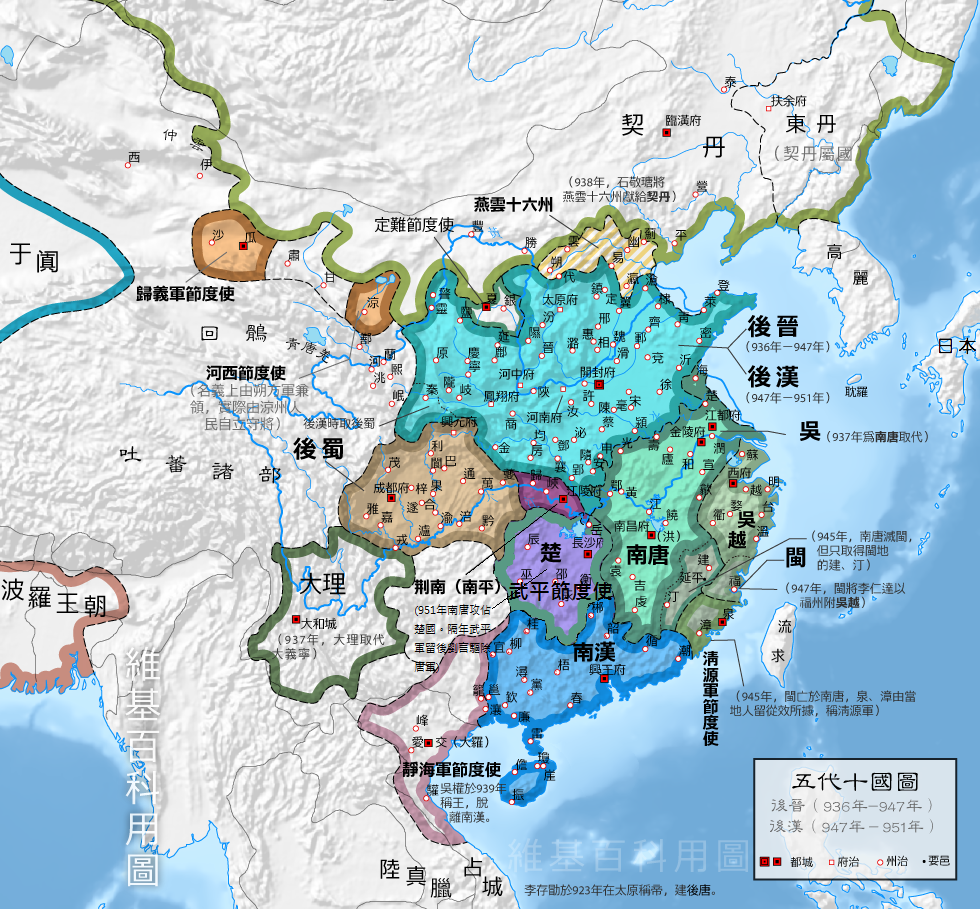
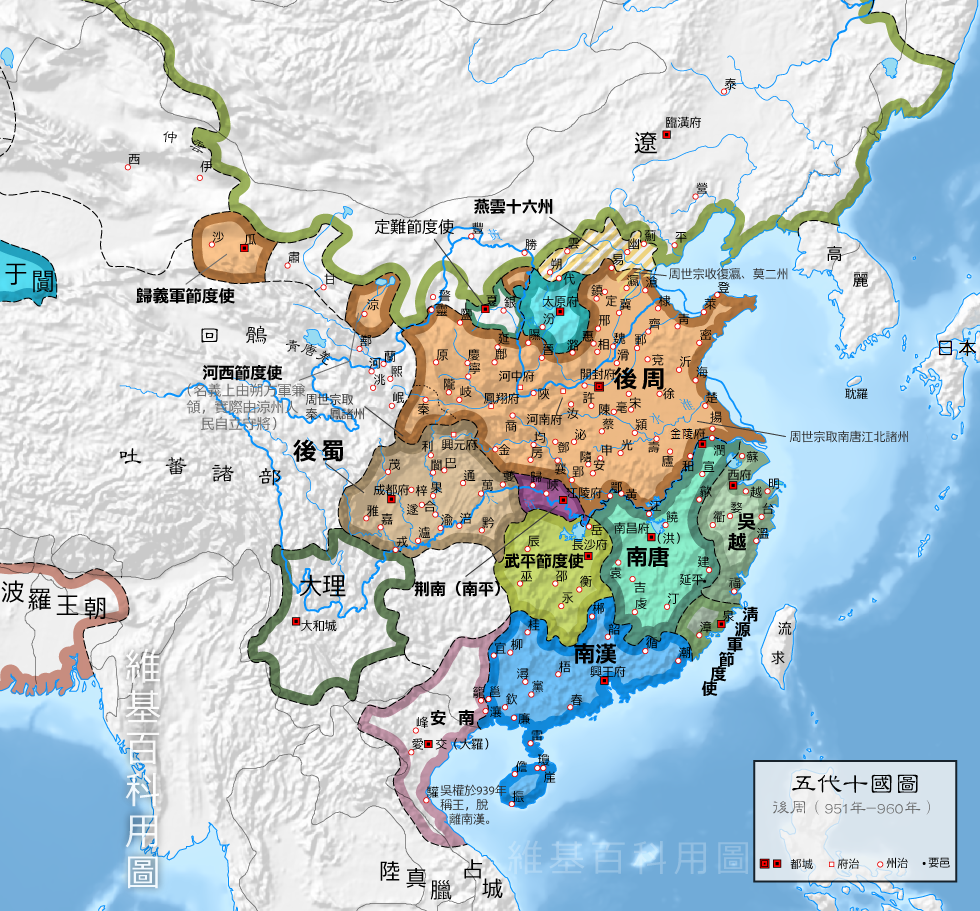

## 五代
| 五代 |      |          | |      |
| 国名 | 首都 | 存在时间 | 疆域 | 备注 |
| 後梁 | 開封 | 907～923 | 州： 鄭、汝、許、陳、蔡 亳、潁、孟、懷、衛 澤、沁、晉、絳、同 華、虢、陝、商、邢 洺、貝、博、魏、惠 相、澶、滑、濮、曹 宋、輝、鄆、兗、齊 棣、淄、青、萊、登 密、沂、徐、宿、鄧 均、房、襄、郢、申 隨、安、複 府： 東京開封府、西都河南府 大安府、河中府 江陵府 |      |
| 後唐 | 洛陽 | 923～937 | 州： 汴、鄭、汝、許、陳、蔡、亳、潁 孟、懷、衛、澤、廣、晉、絳、潞 慈、汾、石、憲、嵐、朔、代、寰 忻、隰、遼、府、麟、靈、鹽、延 慶、鄜、泾、原、寧、衍、坊、義 渭、階、隴、邠、耀、乾、秦、鳳 同、華、虢、陝、商、蔚、新、武 儒、檀、順、蓟、妫、涿、易、泰 定、莫、瀛、祁、鎮、深、趙、冀 邢、洺、貝、博、幽、磁、相、滄 景、澶、滑、濮、德、曹、宋、單 鄆、兗、齊、棣、淄、青、萊、登 密、沂、徐、宿、鄧、均、金、房 襄、郢、申、隨、安、複、彭、蜀 汉、眉、邛、嘉、黎、戎、维、茂 雅、合、扶、奉、姚、霸、柘、翼 恭、环、静、真、简、资、嶲、梓 遂、绵、剑、龙、普、陵、泸、荣 资、简、阆、昌、渝、合、凤、兴 利、通、洋、合、集、巴、蓬、壁 开、渠、渝、涪、果、金、归、峡 夔 府： 東都洛陽、西都京兆府 北都太原府、河中府 成都府、興元府 興唐府、鳳翔府 |      |
| 後晉 | 開封 | 936～947 | 州： 鄭、汝、許、陳、蔡、亳、潁、孟 懷、衛、澤、沁、晉、絳、潞、慈 汾、石、憲、嵐、代、忻、隰、遼 府、麟、威、延、慶、鄜、涇、原 寧、衍、坊、義、渭、階、隴、邠 耀、乾、秦、階、成、鳳、同、華 虢、陝、商、易、定、祁、恆、深 趙、冀、邢、洺、貝、博、磁、相 滄、景、澶、滑、濮、德、曹、宋 單、鄆、兗、齊、棣、淄、青、萊 登、密、沂、徐、宿、鄧、均、金 房、襄、郢、泌、申、隨、安、靈 鹽 府： 東京開封府、西京河南府 北京太原府、京兆府 廣晉府、河中府 鳳翔府 |      |
| 後漢 | 開封 | 947～951 | 州： 郑、汝、许、陈、蔡、亳、颍、孟 怀、卫、泽、沁、晋、绛、潞、慈 汾、石、宪、岚、代、忻、隰、辽 府、麟、威、延、庆、鄜、泾、原 宁、衍、坊、义、渭、陇、邠、耀 乾、同、华、虢、陕、商、易、定 祁、镇、深、赵、冀、邢、洺、贝 博、磁、相、沧、景、澶、滑、濮 德、曹、宋、单、郓、兖、齐、棣 淄、青、莱、登、密、沂、徐、宿 邓、均、金、房、襄、郢、唐、申 随、安、复、靈、鹽 府： 東京開封府、西京河南府 太原府、大名府 河中府、鳳翔府 京兆府 |      |
| 後周 | 開封 | 951～960 | 州： 鄭、汝、許、陳、蔡、亳、潁、孟 懷、衛、澤、晉、絳、潞、慈、隰 府、麟、威、延、慶、鄜、泾、原 靈、鹽、會、銀、寧、衍、坊、義 渭、隴、邠、耀、乾、同、華、虢 陝、商、秦、階、成、鳳、瀛、莫 雄、霸、易、定、祁、鎮、深、趙 冀、邢、洺、貝、博、磁、相、滄 景、澶、滑、濮、德、曹、宋、單 鄆、兗、齊、棣、淄、青、萊、登 密、沂、徐、宿、鄧、均、金、房 襄、郢、唐、申、隨、安、複、光 濠、泗、楚、海、泰、揚、滁、和 廬、舒、蘄、黃 府： 東京開封府、西京河南府 京兆府、大名府 河中府、鳳翔府 |      |

## 十國
| 十國 |            |          | |                                        |
| 国名 | 首都       | 存在时间 | 盛時疆域 | 备注                                   |
| 杨吴 | 扬州江都府 | 892～937 | 州： 海、楚、泗、润 常、滁、濠、寿 和、庐、宣、光 池、鄂、舒、黄 歙、蕲、江、饶 信、洪、抚、吉 袁、 虔 府： 江都府、金陵府 | 吴盛时有州二十八                       |
| 南唐 | 金陵江寧府 | 937～975 | 州： 海、楚、泗、润、常 滁、濠、寿、和、庐 宣、光、池、鄂、舒 黄、歙、蕲、江、饶 信、洪、抚、吉、袁 虔、汀、剑、建、泉 南 府： 江寧府 江都府 南昌府 軍： 江陰 雄遠 建武 監： 永平 | 南唐盛时有州三十五                     |
| 前蜀 | 成都       | 891～925 | 州： 彭、蜀、汉、眉、邛 嘉、黎、戎、维、茂 雅、合、扶、奉、姚 霸、柘、翼、恭、环 静、真、簡、資、嶲 梓、遂、绵、剑、龙 普、陵、泸、荣、资 简、阆、昌、渝、合 凤、兴、利、通、源 合、集、巴、蓬、壁 开、渠、渝、涪、果 金、歸、峽、夔 府：成都府、興元府                                  | 前蜀盛时有州五十四                     |
| 后蜀 | 成都       | 925～965 | 州： 益、彭、眉、嘉、邛 蜀、綿、漢、資、簡 梓、遂、黎、雅、陵 戎、瀘、維、茂、昌 榮、果、閬、渠、合 龍、普、利、興、文 巴、劍、蓬、壁、夔 忠、萬、集、開、渝 涪、黔、施、達、洋 秦、階、成、鳳 府：成都府、興元府                                                                        | 后蜀盛时有州五十二                     |
| 闽国 | 福州長樂府 | 893～945 | 州： 福、建、汀、泉、漳 府：長樂府 | 盛时有州七                             |
| 楚国 | 潭州長沙府 | 896～951 | 州： 潭、衡、永、道 郴、邵、岳、朗 澧、辰、澧、溆 连、昭、宜、全 桂、梧、贺、蒙 富、严、柳、象 容 府：長沙府 | 盛时有州二十四，后为南汉取去十一州     |
| 南汉 | 廣州兴王府 | 905～971 | 州： 韶、潮、循、封、端 英、連、雄、龔、祯 康、恩、春、瀧、勤 新、高、潘、雷、羅 辨、桂、賀、昭、梧 蒙、恭、象、富、融 宜、柳、嚴、振、邕 澄、貴、巒、橫、賓 欽、潯、容、牢、白 廉、黨、繡、藤、竇 義、禺、順、溥、瓊 崖、儋、敬、郴 萬安、思唐、郁林 常樂 府： 興王府、齊昌府 監： 桂陽 | 盛时有州六十三，州数虽多，而州区甚狭小 |
| 荆南 | 荆州江陵府 | 907～963 | 府： 江陵府 州： 歸、峽、荊 | 仅有三州                               |
| 吴越 | 杭州西府   | 925～965 | 州： 杭、蘇、越、湖 衢、婺、台、明 溫、秀、睦、福 處 府：西府、東府 軍：衣錦軍 | 吴越国盛时有州十二                     |
| 北汉 | 并州太原府 | 951～979 | 州： 汾、嵐、憲 忻、代、遼 沁、隆、石 府： 太原府 軍： 寶興 固 苛嵐 | 盛时有州十，事实上为契丹之附庸国       |

## 方鎮
| 五代 | | | | |
| 後梁 | 後唐 | 後晋 | 後漢 | 後周 |
| 宣武軍節度使： 宋、亳、潁、輝 匡國軍節度使： 許、陳、蔡、汝 宣義軍節度使： 鄭、滑 武寧軍節度使： 徐、宿 泰寧軍節度使： 兗、沂、密 天平軍節度使： 鄆、齊、棣 濮、曹 平盧軍節度使： 青、淄、濰 萊、登 天雄軍節度使： 魏、博、貝 保義軍節度使： 邢、洺、惠 昭德軍節度使： 相、衛、澶 河陽軍節度使： 孟、澤、懷 定昌軍節度使： 晉、絳、沁 護國軍節度使： 河中府 鎮國軍節度使： 陝、虢 忠武軍節度使： 同 佑國軍節度使： ↓ 永平軍節度使： 大安府 感化軍節度使： 華、商 宣化軍節度使： 鄧、唐、隨 郢、復 宣威軍節度使： 安、申 山南東道節度使： 襄、均、房 荊南節度使： 江陵府 峽、歸 | 宣武軍節度使： 汴、曹 歸德軍節度使： 宋、亳、潁、輝 義成軍節度使： 滑、鄭 天平軍節度使： 鄆、齊、棣 泰寧軍節度使： 兗、沂、密 平盧軍節度使： 青、淄、濰 萊、登 武寧軍節度使： 徐、宿 忠武軍節度使： 許、汝、陳、蔡 保義軍節度使： 陝、虢 河陽軍節度使： 孟、懷 順義軍節度使： 耀 匡國軍節度使： 同 鎮國軍節度使： 華、商 靜難軍節度使： 邠、衍、寧、慶 保大軍節度使： 鄜、坊 彰武軍節度使： 延、丹 朔方軍節度使： 靈、鹽 山南東道節度使： 襄、均、房 威勝軍節度使： 鄧、廣 安遠軍節度使： 安、申 河東節度使： 北都太原府 汾、沁、遼、石 憲、嵐、麟 昭義軍節度使： 潞、澤 護國軍節度使： 河中府、絳 建雄軍節度使： 晋、隰、慈 大同軍節度使： 雲、蔚 彰國軍節度使： 應、寰 振武軍節度使： 朔、勝 安國軍節度使： 邢、磁、洺 成德軍節度使： 鎮、趙、冀、深 義武軍節度使： 定、祁、易、泰 橫海軍節度使： 滄、景、德 盧龍軍節度使： 幽、薊、涿、莫 瀛、檀、順 威塞軍節度使： 新、武、威、妫 鳳翔軍節度使： 鳳翔府、隴 彰義軍節度使： 泾、原、渭、儀 劍南西川節度使： 成都府 蜀、彭、漢、灌 眉、邛、維、茂 簡、資、雅、黎 嘉、戎 劍南東川節度使： 梓、普、綿、劍 龍 武信軍節度使： 遂、合、恭、昌 瀘、榮、陵 保寧軍節度使： 閬、果、蓬 渠、通、來 寧江軍節度使： 夔、施、安 萬、忠 昭武軍節度使： 利、文、巴、集 山南西道節度使： 興元府 武定軍節度使： 源、壁 武興軍節度使： 鳳、興 雄武軍節度使： 秦、成、階 武泰軍節度使： 黔、涪 | 歸德軍節度使： 宋、亳 義成軍節度使： 滑、鄭 威信軍節度使： 曹、單 鎮安軍節度使： 陳、潁 天平軍節度使： 鄆、齊、棣 泰寧軍節度使： 兗、沂、密 平盧軍節度使： 青、淄、濰 萊、登 武寧軍節度使： 徐、宿 忠武軍節度使： 許、汝、蔡、申 保義軍節度使： 陝、虢 河陽軍節度使： 孟、懷 晉昌軍節度使： 京兆府、乾 懷德軍節度使： 金 順義軍節度使： 耀 匡國軍節度使： 同 鎮國軍節度使： 華、商 靜難軍節度使： 邠、衍、寧、慶 保大軍節度使： 鄜、坊 彰武軍節度使： 延、丹 朔方軍節度使： 靈、鹽 山南東道節度使： 襄、均、房 威勝軍節度使： 鄧、泌、隨、郢 復 安遠軍節度使： 安 河東節度使： 北都太原府 汾、沁、遼、石 憲、嵐、麟 昭義軍節度使： 潞、澤 護國軍節度使： 河中府、絳 建雄軍節度使： 晋、隰、慈 永清軍節度使： 貝、冀、博 安國軍節度使： 邢、磁、洺 順國軍節度使： 恆、趙、深 義武軍節度使： 定、祁、易、泰 橫海軍節度使： 滄、景、德 鳳翔軍節度使： 鳳翔府、隴 彰義軍節度使： 泾、原、渭、儀 雄武軍節度使： 秦、成、階 | 歸德軍節度使： 宋、亳 義成軍節度使： 滑、鄭 威信軍節度使： 曹、單 鎮安軍節度使： 陳、潁 天平軍節度使： 鄆、齊、棣 泰寧軍節度使： 兗、沂、密 平盧軍節度使： 青、淄、濰 萊、登 武寧軍節度使： 徐、宿 忠武軍節度使： 許、汝、蔡 保義軍節度使： 陝、虢 河陽軍節度使： 孟、懷 永興軍節度使： 京兆府、乾 懷德軍節度使： 金 順義軍節度使： 耀 匡國軍節度使： 同 鎮國軍節度使： 華、商 靜難軍節度使： 邠、衍、寧、慶 保大軍節度使： 鄜、坊 彰武軍節度使： 延、丹 朔方軍節度使： 靈、鹽 山南東道節度使： 襄、均、房 威勝軍節度使： 鄧、泌、隨、郢 復 安遠軍節度使： 安、申 河東節度使： 北都太原府 汾、沁、遼、石 憲、嵐、麟 永安軍節度使： 府、勝 昭義軍節度使： 潞、澤 護國軍節度使： 河中府、絳 建雄軍節度使： 晋、隰、慈 鎮寧軍節度使： 澶、濮 永清軍節度使： 貝、冀、博 彰德軍節度使： 相、衛 安國軍節度使： 邢、磁、洺 成德軍節度使： 鎮、趙、深 義武軍節度使： 定、祁、泰 橫海軍節度使： 滄、景、德 鳳翔軍節度使： 鳳翔府、隴 彰義軍節度使： 泾、原、渭、儀 | 歸德軍節度使： 宋、亳 義成軍節度使： 滑、鄭 彰信軍節度使： 曹、單 鎮安軍節度使： 陳、潁 天平軍節度使： 鄆、齊、濟 泰寧軍節度使： 兗、沂、密 平盧軍節度使： 青、淄、濰 萊、登 武寧軍節度使： 徐、宿 忠武軍節度使： 許、汝、蔡、申 保義軍節度使： 陝、虢 河陽軍節度使： 孟、懷 永興軍節度使： 京兆府 乾、商 靜難軍節度使： 邠、寧、慶 保大軍節度使： 鄜、坊、耀 彰武軍節度使： 延、丹 朔方軍節度使： 靈、鹽 山南東道節度使： 襄、均、房、金 武勝軍節度使： 鄧、唐 安遠軍節度使： 安、隨、復、郢 漢陽軍 永安軍節度使： 府、勝、麟 昭義軍節度使： 潞、澤 護國軍節度使： 河中府 同、華、解 建雄軍節度使： 晋、隰、慈、絳 天雄軍節度使： 大名府 貝、博 鎮寧軍節度使： 澶、濮 彰德軍節度使： 相、衛 安國軍節度使： 邢、磁、洺 成德軍節度使： 真定府 趙、深、冀 義武軍節度使： 定、祁、易、莫 瀛、雄、霸 乾寧軍 橫海軍節度使： 滄、濱、棣、德 定遠軍 鳳翔軍節度使： 鳳翔府、隴 彰義軍節度使： 泾、原、渭、儀 雄武軍節度使： 秦、階、成、鳳 雄勝軍 淮南節度使： 揚、泰、海、泗 楚、通、雄、和 忠正軍節度使： 壽、濠、光 保信軍節度使： 廬、滁 永泰軍節度使： 舒、蘄、黃 |

| 十國 | | | | | | |                                    |                                              |
| 吳 | 南唐 | 前蜀 | 后蜀 | 南漢 | 吳越 | 楚 | 閩                                 | 北漢                                         |
| 淮南節度使： 杨、和、滁 庐、舒、寿 楚、泗、濠 海、光 ↓ 杨、和、楚 泗、海 ↓ 杨、和、楚 海 ↓ 都畿： 江都府 和、楚、海 ↓ 江都府 和、楚、海 泗 ↓ 江都府 濠、泗、和 楚、海 清淮軍節度使： 濠、壽、光 ↓ 壽、光 廬州都團練觀察使： ↓ 德勝軍節度使： 廬、舒、滁 甯國軍節度使： 宣、池、歙 鎮海軍節度使： 潤、昇、常 ↓ 潤、昇、常 宣、池、歙 ↓ 潤、昇、常 ↓ 金陵府 潤、常 ↓ 江寧府 潤、常 鄂岳都團練觀察使： 鄂、黃、蘄 岳 ↓ 鄂、黃、蘄 ↓ 武昌軍節度使： 鄂、黃、蘄 鎮南軍節度使： 洪、江 ↓ 洪、江、饒 信、撫、袁 吉 ↓ 洪、饒、信 袁、吉 百勝軍節度使： 虔 靜淮軍節度使： 泗 奉化軍節度使： 江 昭武軍節度使： 撫 | 清淮軍節度使： 壽、光 德勝軍節度使： 廬、滁、舒 ↓ 廬、滁 ↓ 廬、滁、舒 甯國軍節度使： 宣、池、歙 ↓ 宣、歙 ↓ 宣、池、歙 康化軍節度使： 池 鎮海軍節度使： 潤、常 武昌軍節度使： 鄂、黃、蘄 ↓ 鄂 鎮南軍節度使： 洪、饒、信 袁、吉 ↓ 洪、信、袁 吉 ↓ 洪、信、袁 吉、筠 百勝軍節度使： 虔 靜淮軍節度使: 泗 奉化軍節度使： 江 昭武軍節度使： 撫 定遠軍節度使： 濠、泗、楚 海 ↓ 濠州觀察使： 濠、泗、楚 海 ↓ 濠、泗、楚 海、漣 永泰軍節度使： 舒 永平軍節度使： ↓ 安化軍節度使： 饒 永安軍節度使： ↓ 忠義軍節度使： 建、劍、汀 | 劍南東川節度使 ↓ 天貞軍節度使 ↓ 劍南東川節度使 ↓ 武德軍節度使： 梓、綿、龍 劍、普 武信軍節度使： 遂、合、渝 瀘、昌 武泰軍節度使： 涪、黔、施 溱、南 ↓ 黔、涪、施 溱、南 鎮江軍節度使： 忠、夔、萬 ↓ 夔、忠、萬 安 雄武軍節度使： 金、巴、通 開、渠、潾 武定軍節度使： 源、壁 山南節度使： ↓ 天義軍節度使： ↓ 山南節度使： 興元府 興、文、集 通、扶 ↓ 興元府 興、文、集 扶 ↓ 興元府 集、扶 ↓ 興元府 集 ↓ 興元府 集、巴、開 通、渠、潾 利閬節度使： 利、通、蓬 果、閬、陵 榮 ↓ 利州都團練觀察使： 利、蓬、果 閬 ↓ 利、蓬、果 徵、閬 ↓ 昭武軍節度使： 利、蓬、果 徵、閬 ↓ 利、閬、果 徵 武定軍節度使： 洋、壁 ↓ 洋、壁、蓬 永平軍節度使： 雅、邛、黎 武興軍節度使： 鳳、文、興 ↓ 鳳、文、興 扶 天雄軍節度使： 秦、鳳、階 成 ↓ 秦、成、階 | 武德軍節度使： 梓、綿、龍 劍、普 武信軍節度使： 遂、合、恭、昌 瀘、榮、陵 保寧軍節度使： 閬、蓬、果 開、通、渠 武泰軍節度使： 黔、涪 寧江軍節度使： 施、夔、歸、峽 開、安、萬、忠 武定軍節度使： 源、壁 山南西道節度使： 興元府 昭武軍節度使： 文、利、集、巴 永平軍節度使： 邛、雅、黎 威武軍節度使： 鳳、興 天雄軍節度使： 秦、階、成 | 清海軍節度使： 廣、循、潮 端、春、勤 恩、潘、辯 羅、雷、瀧 康、封 ↓ 廣、循、潮 端、春、勤 恩、潘、辯 羅、雷、瀧 康、封、韶 高、新 ↓ 直屬地區： 興王府 循、潮、端 春、勤、恩 潘、辯、羅 雷、瀧、康 封、韶、高 新 瓊州管內招討遊奕使： 瓊、崖、儋 振 萬安 ↓ 直屬地區 靜江軍節度使： 昭、賀、梧 蒙、龔、富 思唐 ↓ 賀、昭 ↓ 桂、溥、宜 巖、柳、象 融、梧、蒙 龔、富、賀 昭 思唐 寧遠軍節度使： 容、藤、義 竇、禺、順 白、廉、牢 黨、綉 行岩 郁林 ↓ 容、藤、義 竇、禺、順 白、廉、牢 黨、綉 常樂 郁林 建武軍節度使： 邕、賓、澄 貴、潯、橫 巒、欽 湞州節度使： 湞 雄武軍節度使： 韶 ↓ 韶、雄 興寧軍節度使： 齊昌府 | 鎮海軍節度使： 杭、蘇、睦 湖 衣錦軍 ↓ 杭、湖、睦 衣錦軍 ↓ 杭、秀、湖 睦 衣錦軍 ↓ 杭、秀、睦 衣錦軍 鎮東軍節度使： 越、明、臺 婺、溫、處 衢 ↓ 越、明、臺 婺、處、衢 ↓ 越、明、臺 處、衢 中吳軍節度使： 蘇 武勝軍節度使： 婺 靜海軍節度使： 溫 威武軍節度使 ↓ 彰武軍節度使： 福 宣德軍節度使： 湖 | 武安軍節度使： 潭、衡、郴 連、道、永 邵 ↓ 潭、衡、郴 連、道、永 邵、岳 ↓ 潭、衡、郴 連、道、永 邵 ↓ 長沙府 衡、郴、連 道、永 邵 ↓ 潭、衡、郴 連、道、永 邵 ↓ 潭、衡、敦 連、道、永 敏 ↓ 潭、衡、敦 連、道、永 敏、全 桂陽監 ↓ 潭、衡、郴 連、道、永 邵、全 桂陽監 武貞軍節度使： 朗、灃 ↓ 永順軍節度使： 朗、灃、岳 ↓ 武順軍節度使： ↓ 武貞軍節度使： ↓ 武平軍節度使： ↓ 朗、灃、岳 辰 靜江軍節度使： 桂、宜、嚴 柳、象、融 ↓ 桂、宜、嚴 柳、象、融 昭、賀、梧 蒙、龔、富 思唐 ↓ 桂、宜、嚴 柳、象、融 ↓ 桂、宜、嚴 柳、象、融 昭、賀、梧 蒙、龔、富 思化 ↓ 桂、宜、嚴 柳、象、融 昭、賀、梧 蒙、龔、富 溥 思化 ↓ 桂、宜、嚴 柳、象、融 昭、賀、梧 蒙、龔、富 溥 思唐 ↓ 桂、宜、嚴 柳、象、融 梧、蒙、龔 富、溥 思唐 寧遠軍節度使： 容、藤、義 竇、禺、順 白、廉、牢 黨、綉 行岩 郁林 | 鎮安軍節度使： ↓ 鎮武軍節度使： 建 | 雁門節度使： 代 汾州節度使： 汾、石、沁 ↓ 汾 |